# Готфрид II от Апремонт
Готфрид II от Апремонт (на немски: Gottfried II von Apremont; на френски: Geoffroy II d'Apremont; * ок. 1210; † януари 1250 пред Мансура в Египет) е господар на Апремонт (1238 – 1250) и по право на жена му (de iure uxoris) граф на Саарбрюкен (1245 – 1250).
Той е син на Гоберт VI от Апремонт († 1263) и на Юлиана фон Розуа († 1255). Готфрид наследява през 1238 г. господството Апремонт-ла-Форет, след като баща му става монах в манастир в Брабант.
Готфрид II се жени пр. 4 април 1235 г. за графиня Лаурета фон Саарбрюкен († след 13 ноември 1270), най-възрастната дъщеря на граф Симон III от Саарбрюкен († 1235/1240).
Те нямат деца.
През 1248 г. той тръгва на шестия кръстоносен поход с френския крал Луи IX, участва при превземането на Дамиета (юни 1249). Готфрид II умира през януари 1250 г. във военния лагер пред Мансура в Египет.
Лаурета се омъжва втори път 1252 г. за граф Дитрих Луф I от Клеве († 1277).